# チン・ヒギョン
チン・ヒギョン（1968年9月7日 - ）は韓国の女優。全羅北道益山市出身。身長174cm、体重52kg、血液型A型。

## 人物
- 趣味は、映画鑑賞、音楽鑑賞。
- 特技は、チェロ、編み物。
- 2008年9月10日、2歳年下の在米同胞事業家と新羅ホテルで結婚式を挙げた。

## 出演

### テレビドラマ
- 白夜（1998年、SBS） - オ・ソンシム 役
- 恋人たち（2002年、MBC）
- お向かいの女（2003年、MBC） - キム・スミ 役
- 情熱（2004年、MBC） - ソク・イネ 役
- 悲しき恋歌（2005年、MBC） - イ・ミスク 役
- 朱蒙（2006年-2007年、MBC） - 仙女ヨミウル 役
- ポセイドン（2011年、MBC） - ヒョン・ヘジョン 役
- 約束のない恋（2013年-2014年、JTBC） - キム・ウンスン 役
- イニョプの道（2014年-2015年、JTBC） - ハン氏夫人 役
- Heart to Heart-ハート・トゥーハート-（2015年、tvN） - ファン・ムンソン 役
- 我が家のロマンス（2015年-2016年、MBC） - カン・ナミ 役
- サム、マイウェイ〜恋の一発逆転!〜（2017年、KBS） - ファン・ボクヒ 役
- SUITS/スーツ〜運命の選択〜（2018年、KBS） - カン・ハヨン 役
- ドクター・プリズナー（2019年、KBS） - モ・イラ 役
- なんとなく家族（2020年、TV朝鮮） - チン・ヒギョン 役
- 殺人者の買い物リスト（2022年、tvN） - ハン・ミョンスク 役

### 映画
- コーヒー・コピー・コピ（1994年） - カン・ジス 役
- 爪（1994年） - ヘラン 役
- 銀杏のベッド（1996年） - ミダン姫 役
- モーテルカクタス（1997年） - チェ・ヒョンジュ 役
- ホリデー・イン・ソウル（1997年） - 足モデル 役
- ディナーの後に（1998年） - キム・ヨン 役
- 新装開業（1999年） - ワン社長夫人 役
- 総合病院 The Movie（2000年） - イ・スンヒョン 役
- プライベートレッスン 青い体験（2000年） - ユン・ジョンへ先生 役
- ジャカルタ 現金争奪戦（2000年） - レッド 役
- 私にも妻がいたらいいのに（2001年） - テラン、ボンスの学生時代の友人 役 ※特別出演
- 大変な結婚（2002年） - ウォン・ヘスク 役
- 孤独がもがく時（2004年） - スナ 役
- 連理の枝（2006年） - ウォン・ヤンジャ看護師長 役
- サニー 永遠の仲間たち（2011年） - ハ・チュナ 役 ※特別出演

## 受賞歴
- 1990年 ベストモデル賞
- 1991年 ベストモデル賞
- 1992年 ベストモデル賞
- 1993年 ベストモデル賞
- 1994年 ベストモデル賞
- 1994年 モデルライン 最優秀モデル賞
- 1994年 モデル協会 モデル大賞
- 1995年 モデルフェスティバル 最優秀賞
- 1995年第33回 大鐘賞 新人女優賞『爪』
- 1996年 記者協会 ゴールデン新人賞
- 1999年第37回 大鐘賞 新人演技賞『ハムレット』